# Ciudad Universitaria (stacja metra)
Ciudad Universitaria – stacja metra w Madrycie, na linii 6. Znajduje się w dzielnicy Moncloa-Aravaca, w Madrycie i zlokalizowana jest pomiędzy stacjami Moncloa, Metropolitano. Została otwarta 13 stycznia 1987.